# Celles (Faimes)
Celles (wa. Cele-dilé-Wareme) – dzielnica (section) gminy Faimes w Belgii, w Regionie Walońskim, w prowincji Liège, w okręgu Waremme. 1 stycznia 2020 roku liczyła 1240 mieszkańców. Do 31 grudnia 1970 r. samodzielna gmina. 

## Demografia
Liczba mieszkańców, stan na 1 stycznia:
| Rok                | 1930 | 1947 | 1961 | 2020 |
| ------------------ | ---- | ---- | ---- | ---- |
| Liczba mieszkańców | 1089 | 1001 | 967  | 1240 |